# Le Mesnil-Villeman
Ne pas confondre avec Le Mesnil-Villement (Calvados)
Le Mesnil-Villeman est une commune française, située dans le département de la Manche en région Normandie, peuplée de 237 habitants.

## Géographie

### Situation
| Le Mesnil-Amand  | Le Mesnil-Amand | Gavray, Le Mesnil-Garnier     |
| Le Mesnil-Rogues | Mesnil-Villeman | Le Mesnil-Garnier             |
| Beauchamps       | Champrepus      | Le Mesnil-Garnier, Champrepus |

### Relief et hydrographie
Le Mesnil-Villeman est situé à la limite du Massif armoricain. La commune est donc vallonnée et présente un grand plateau autour du centre-bourg. Le point culminant est de 164 m à la Daninière et le point le plus bas est de 42 m, dans les vallées. Certains lieux de la commune sont parfois accidentés et peuvent les rendre difficilement exploitables.
Quelques cours d'eau parcourent la commune : le ruisseau Doinel et surtout l'Airou, affluent de la Sienne, qui prend sa source dans le Calvados. L'Airou est reconnue au niveau européen comme site faisant partie du réseau Natura 2000 : l'Airou possède notamment une forte population de saumon atlantique.

### Géologie
La roche mère du Mesnil-Villeman est issue de l'ère primaire. Le sol est composé de schiste (phyllade, schiste dur et luisant, d'aspect soyeux) et de grès. Les schistes et le grès sont des éléments anciens. Ceux-ci sont principalement constitués de feldspath, de quartz et de paillettes de mica.
Les analyses de sols effectuées dans la commune mettent en évidence la présence de limons argileux. En général, sur le territoire, les terres sont assez profondes et cela en facilite leur culture.

### Hydrographie
La commune est située dans le bassin Seine-Normandie. Elle est drainée par l'Airou, le ruisseau de la Hebarbe, un bras de l'Airou, le fossé 01 de la Vassourie, le fossé 01 du Moulin de la Forêt, le fossé 01 du Rocher Blin, le fossé 12 des Fontaines et le ruisseau Doinel,,.
L'Airou, d'une longueur de 30 km, prend sa source dans la commune de La Trinité et se jette  dans la Sienne à Ver, après avoir traversé douze communes. Les caractéristiques hydrologiques de l'Airou sont données par la station hydrologique située sur la commune de Gavray-sur-Sienne. Le débit moyen mensuel est de 1,79 m3/s. Le débit moyen journalier maximum est de 21,8 m3/s, atteint lors de la crue du 26 janvier 1995. Le débit instantané maximal est quant à lui de 29,3 m3/s, atteint le 25 octobre 1998.

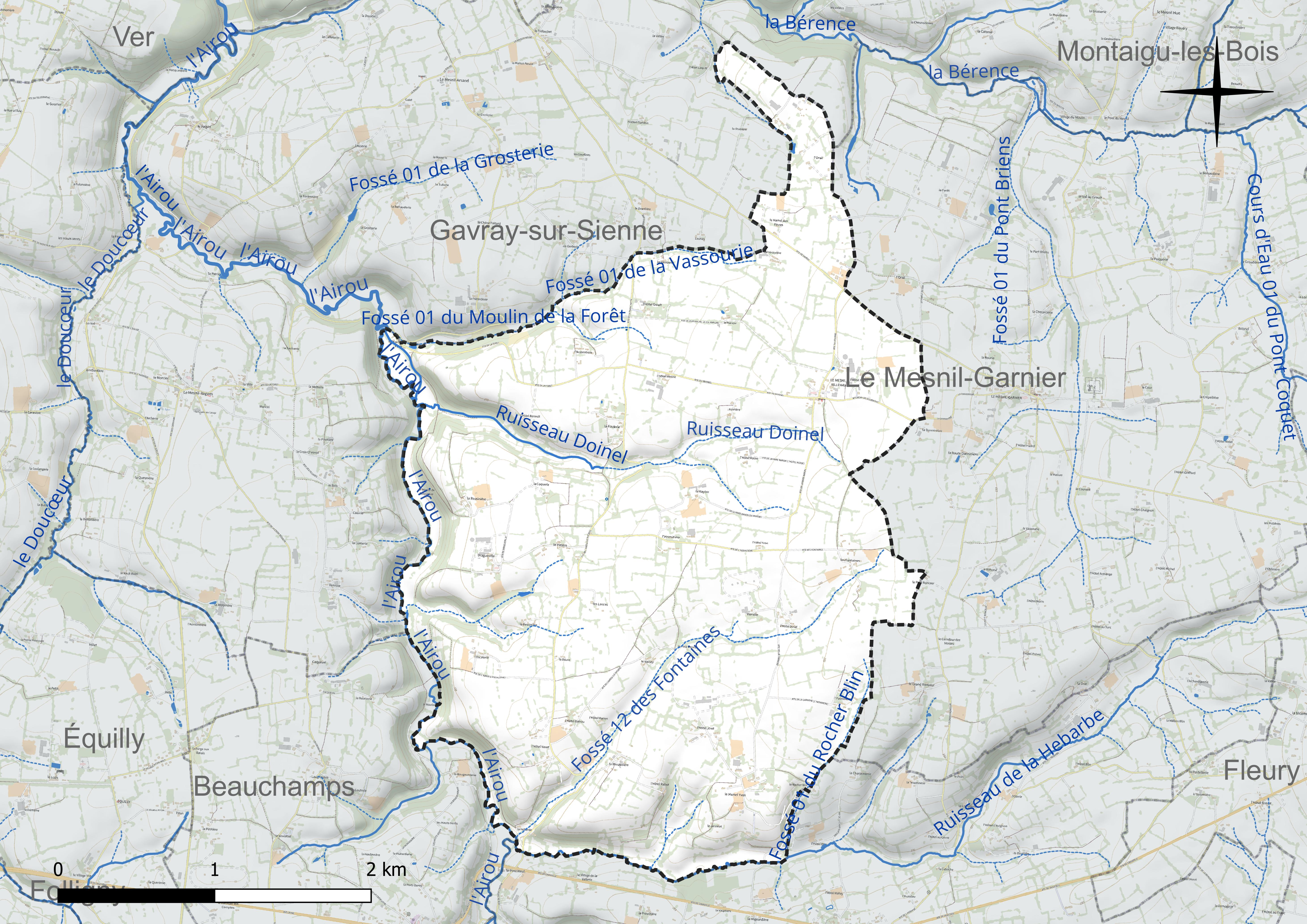
Réseau hydrographique du Mesnil-Villeman.

### Climat
Pour des articles plus généraux, voir Climat de la Normandie et Climat de la Manche.
En 2010, le climat de la commune est de type climat océanique franc, selon une étude du CNRS s'appuyant sur une série de données couvrant la période 1971-2000. En 2020, Météo-France publie une typologie des climats de la France métropolitaine dans laquelle la commune est exposée à un climat océanique et est dans la région climatique  Normandie (Cotentin, Orne), caractérisée par une pluviométrie relativement élevée (850 mm/a) et un été frais (15,5 °C) et venté. Parallèlement le GIEC normand, un groupe régional d’experts sur le climat, différencie quant à lui, dans une étude de 2020, trois grands types de climats pour la région Normandie, nuancés à une échelle plus fine par les facteurs géographiques locaux. La commune est, selon ce zonage, exposée à un « climat contrasté des collines », correspondant au Bocage normand, bien arrosé, voire très arrosé sur les reliefs les plus exposés au flux d’ouest, et frais en raison de l’altitude.
Pour la période 1971-2000, la température annuelle moyenne est de 10,5 °C, avec une amplitude thermique annuelle de 12,1 °C. Le cumul annuel moyen de précipitations est de 1 056 mm, avec 14,6 jours de précipitations en janvier et 9,4 jours en juillet. Pour la période 1991-2020, la température moyenne annuelle observée sur la station météorologique la plus proche, située sur la commune de Longueville à 16 km à vol d'oiseau, est de 11,9 °C et le cumul annuel moyen de précipitations est de 802,4 mm,. Pour l'avenir, les paramètres climatiques de la commune estimés pour 2050 selon différents scénarios d’émission de gaz à effet de serre sont consultables sur un site dédié publié par Météo-France en novembre 2022.

## Urbanisme

### Typologie
Au 1er janvier 2024, Le Mesnil-Villeman est catégorisée commune rurale à habitat très dispersé, selon la nouvelle grille communale de densité à sept niveaux définie par l'Insee en 2022.
Elle est située hors unité urbaine et hors attraction des villes,.

### Occupation des sols
L'occupation des sols de la commune, telle qu'elle ressort de la base de données européenne d’occupation biophysique des sols Corine Land Cover (CLC), est marquée par l'importance des territoires agricoles (94,1 % en 2018), une proportion identique à celle de 1990 (94,1 %). La répartition détaillée en 2018 est la suivante : prairies (62,5 %), terres arables (20,8 %), zones agricoles hétérogènes (10,9 %), forêts (5,9 %). L'évolution de l’occupation des sols de la commune et de ses infrastructures peut être observée sur les différentes représentations cartographiques du territoire : la carte de Cassini (XVIIIe siècle), la carte d'état-major (1820-1866) et les cartes ou photos aériennes de l'IGN pour la période actuelle (1950 à aujourd'hui).

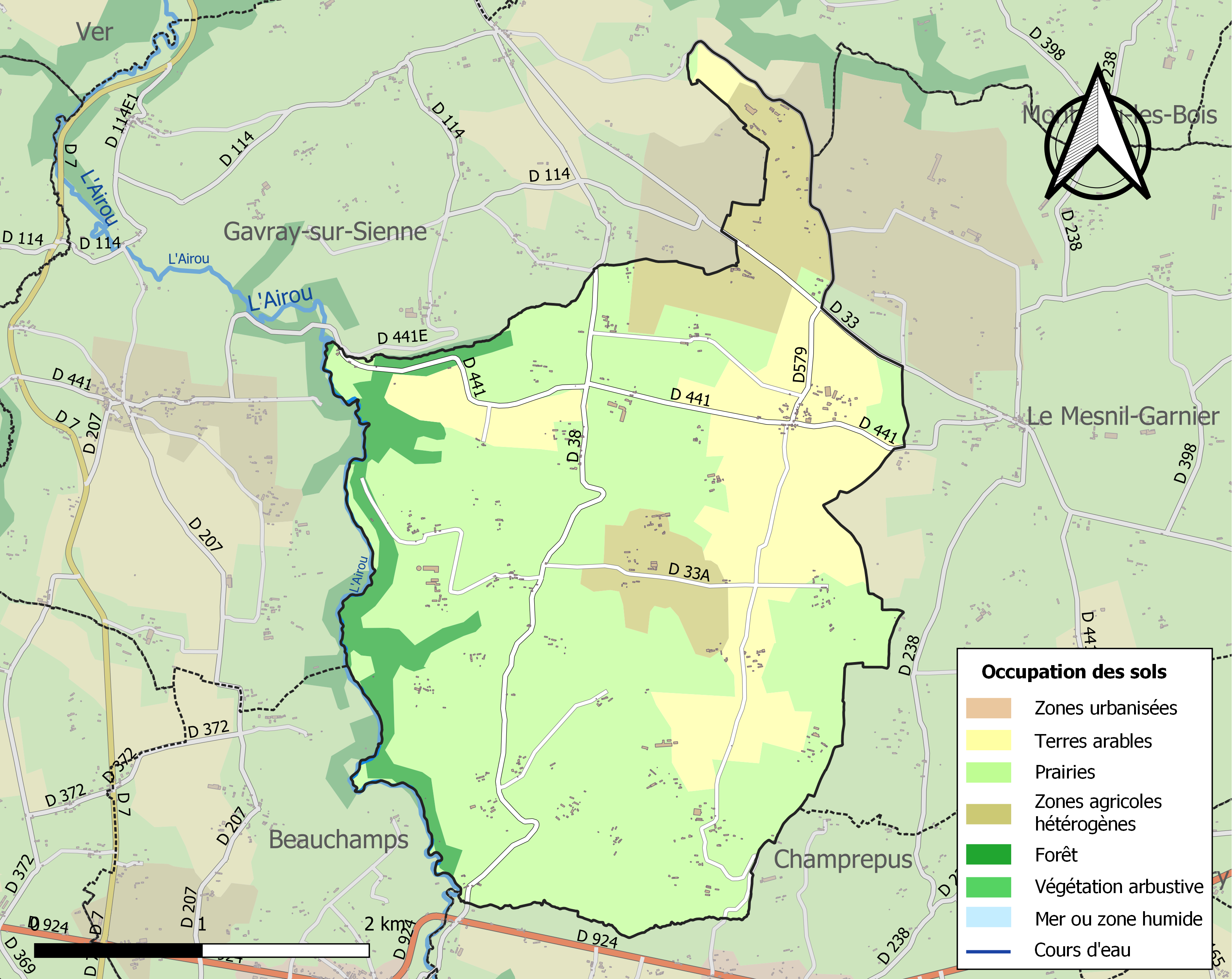
Carte des infrastructures et de l'occupation des sols de la commune en 2018 (CLC).

## Toponymie
Le nom de la localité est attesté sous la forme Mesnil Vineman en 1102 (cartulaire de Lucerne), le Mesnil-Vineman appellation constante jusqu'au XIXe siècle,.
Il s'agit d'une formation toponymique en Mesnil- au sens d'« habitation ». Mesnil est un appellatif commun dans le nord de la France notamment en Normandie. Il est issu du français médiéval maisnil, mesnil « maison avec terrain ».
Le second élément -Villeman représente le nom de personne vieux norrois Vinaman (vieux suédois Winamannus - avec une désinence -us qui latinise), adaptation du germanique occidental Winemannus, voire plus précisément du vieil anglais Wineman,.
Homonymie avec Le Mesnil-Villement (Calvados, Maisnillum Winement 1198) avec la finale francisée -ent caractéristique des noms normands en -man(n) dans la partie orientale de la région cf. Dodeman / Doudement ; Bruman / Brument ; etc.
Le gentilé est Mesnil-Villemanais.

## Histoire
Au Moyen Âge, la place forte était Gavray (commune située à 7 km environ) et, toutes les communes avoisinantes, les « Mesnils » constituaient de petites places fortes chargées de la protection de Gavray.
En 1327, un texte cite le Mesnil-Villeman. On parle alors d'un fief dont le seigneur devait des corvées au Roi et, en contrepartie il était alors autorisé à faire paître ses cochons dans les forêts du Roi pour la somme de quatre deniers. Il était également écrit que ce seigneur avait le droit de se rendre aux foires.
Au XIVe et XVe siècles, la famille de Folligny, originaire de la paroisse du même nom, possédait plusieurs fiefs noble sur le territoire du Mesnil-Villeman. C'est ainsi qu'on trouve dans le chartrier Morel, possessionné ici, un Louis de Folligny vers 1440-1495, Guillaume de Folligny vers 1480-1514, Richard de Folligny vers 1465-1504, seigneur de Folligny et à Fresville. Ce Richard de Folligny tenait au Mesnil-Villeman un franc fief de Haubert avec manoir et colombier, ainsi que le moulin de Dragueville, et un huitième de fief de haubert en la paroisse de Fresville, à gage plège, mais sans manoir.
Le dernier seigneur et patron du Mesnil-Amand et du Mesnil-Villeman, François Robert Le Pigeon (1728-1794), sieur de Launay, président de l'élection de Coutances, fut guillotiné le 3 thermidor an II (21 juillet 1794).
Sous la Révolution, en 1792, la commune de Dragueville fusionna avec Le Mesnil-Villeman. À cette même époque, les habitants de la commune rédigèrent les cahiers de doléances du bailliage de Cotentin pour les États généraux de 1789.
Pendant la Première Guerre mondiale, le Mesnil-Villeman a perdu près de 6 % de sa population. En effet, il y eut trente-et-un morts sur un total de 528 habitants. En commémoration, on érigea un monument aux Morts dans le cimetière le 14 novembre 1920. On fit également installer un tableau à la gloire des soldats à l'intérieur de l'église du Mesnil-Villeman.
Parmi les documents (consultables en mairie), on trouve également des inventaires montrant que la population s'est bien organisée durant cette période. Ainsi, ils recensèrent les différentes sortes de véhicules en vue d'une réquisition.
En 1918, un ballon captif militaire qui avait rompu ses amarres échappa à tout contrôle et traversa la France depuis le front de l'Est pour finalement s'écraser dans le bois de Dragueville. Il fallut près d'un mois pour le démonter et, enfin le réexpédier sur le front.
Pendant la Seconde Guerre mondiale, des habitants furent témoins de nombreuses scènes du débarquement des Alliés. On trouve des témoignages précis dans le livre de Rémy Chuinard. On citera comme exemple ces deux habitants qui, voyant une colonne de soldats américains remonter la route de Gavray, signala la présence d'un bataillon allemand encore installé dans le bourg. Ils purent ainsi assister à l'intervention d'un tank à lames Bull. Le tribut humain lors de ce conflit fut moins important que lors de la Première Guerre. On peut quand même déplorer deux victimes militaires et, cinq victimes civiles.
Au cimetière du Mesnil-Villeman se trouve une grotte en remerciement de l'Action de Grâce et de la protection ainsi obtenue durant cette période. Il y a une petite célébration à la Saint-Bernadette.

## Politique et administration
Le conseil municipal est composé de onze membres dont le maire et trois adjoints.

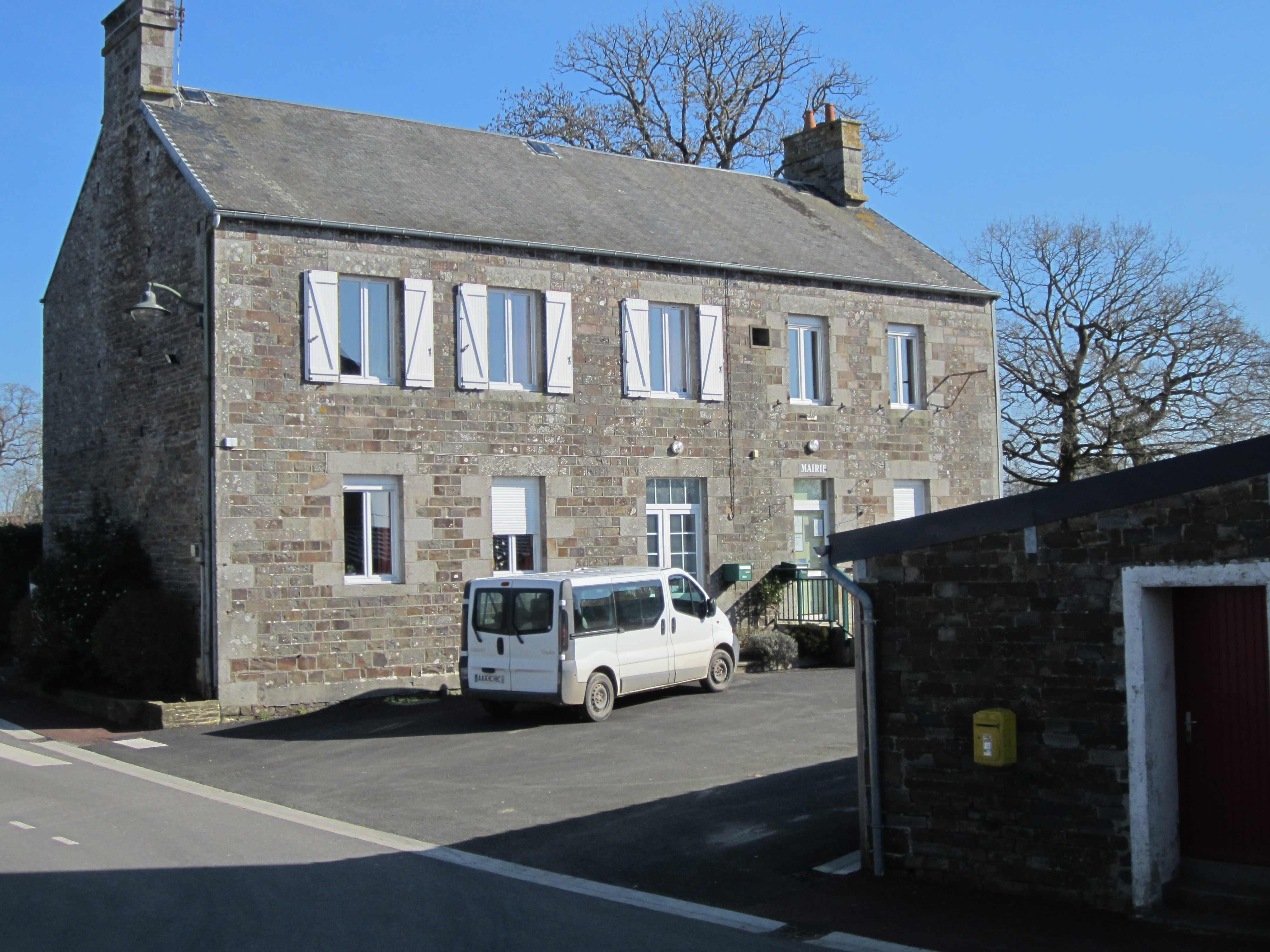
La mairie.

| Période                                  | Période   | Identité        | Étiquette | Qualité                                                 |
| ---------------------------------------- | --------- | --------------- | --------- | ------------------------------------------------------- |
| 1977                                     | mars 2001 | Pierre Lebreton |           |                                                         |
| mars 2001                                | 2020      | Nicolle Yvon    | SE        | Agricultrice                                            |
| mai 2020                                 | En cours  | Hervé Agnès     | SE        | Auto-entrepreneur, conseiller départemental depuis 2021 |
| Les données manquantes sont à compléter. |           |                 |           |                                                         |

## Démographie
L'évolution du nombre d'habitants est connue à travers les recensements de la population effectués dans la commune depuis 1793. Pour les communes de moins de 10 000 habitants, une enquête de recensement portant sur toute la population est réalisée tous les cinq ans, les populations de référence des années intermédiaires étant quant à elles estimées par interpolation ou extrapolation. Pour la commune, le premier recensement exhaustif entrant dans le cadre du nouveau dispositif a été réalisé en 2007.
En 2022, la commune comptait 237 habitants, en stagnation par rapport à 2016 (Manche : −0,31 %, France hors Mayotte : +2,11 %).
Le Mesnil-Villeman a compté jusqu'à 1 002 habitants en 1836.
| 1793 | 1800 | 1806 | 1821 | 1831 | 1836  | 1841 | 1846 | 1851 |
| ---- | ---- | ---- | ---- | ---- | ----- | ---- | ---- | ---- |
| 638  | 858  | 969  | 943  | 980  | 1 002 | 953  | 980  | 941  |

| 1856 | 1861 | 1866 | 1872 | 1876 | 1881 | 1886 | 1891 | 1896 |
| ---- | ---- | ---- | ---- | ---- | ---- | ---- | ---- | ---- |
| 874  | 865  | 814  | 817  | 830  | 755  | 708  | 654  | 581  |

| 1901 | 1906 | 1911 | 1921 | 1926 | 1931 | 1936 | 1946 | 1954 |
| ---- | ---- | ---- | ---- | ---- | ---- | ---- | ---- | ---- |
| 550  | 546  | 528  | 447  | 455  | 472  | 498  | 452  | 440  |

| 1962 | 1968 | 1975 | 1982 | 1990 | 1999 | 2006 | 2007 | 2012 |
| ---- | ---- | ---- | ---- | ---- | ---- | ---- | ---- | ---- |
| 454  | 381  | 321  | 275  | 253  | 245  | 228  | 225  | 235  |

| 2017 | 2022 | - | - | - | - | - | - | - |
| ---- | ---- | - | - | - | - | - | - | - |
| 235  | 237  | - | - | - | - | - | - | - |

## Lieux et monuments
- Église Saint-Pierre des XVIIe – XVIIIe siècles en pierre avec clocher à la croisée des transepts, frise armoriée sur la nef et intérieur gothique avec pierres tombales servant de pavage. Elle abrite un retable et tableau l'Adoration des Mages du maître-autel (XVIIe), et un vitrail datant de 1313, classés au titre objet aux monuments historiques[40]. Sur ce dernier on peut lire la dédicace « Mestre Guillaume a donné cette verrine l'an de grâce MCCCXIII[41] ». Sont également conservés une chaire à prêcher (XVIIIe), des fonts baptismaux (XVIIe), un lutrin (XIXe), les statues de saint Sébastien, saint Guillaume, Vierge à l'Enfant (XVIIIe), saint Pierre (XIXe)[32].
- Église Notre-Dame de Dragueville des XVIIe – XVIIIe siècles. Elle abrite un maître-autel (XVIIe), une chaire à prêcher (XVIIIe), un groupe sculptée Vierge de Pitié (XVIIIe), statuettes paire d'anges (XVIIIe), un tableau l'Assomption (XVIIIe)[32].
- Château de Dragueville (privé) du XVIIe siècle, ancienne propriété des Gourmont. Remy de Gourmont a huit ans lorsque ses parents s'installent au manoir de Dragueville[32].
- Grotte Notre-Dame-de-Lourdes (1945).
- Croix de cimetière du XVIIIe siècle du Mesnil-Villeman et de Dragueville.
- Croix de chemin dites des Fortunes du XVIIe siècle, Yvon du XIXe siècle et D 38 du XXe siècle.
- Croix jumelées du Vassey.
- Lavoirs.
- Jardin de l'Orail (5 000 m2).
- Vallée de l'Airou.
- Chemins de randonnées.

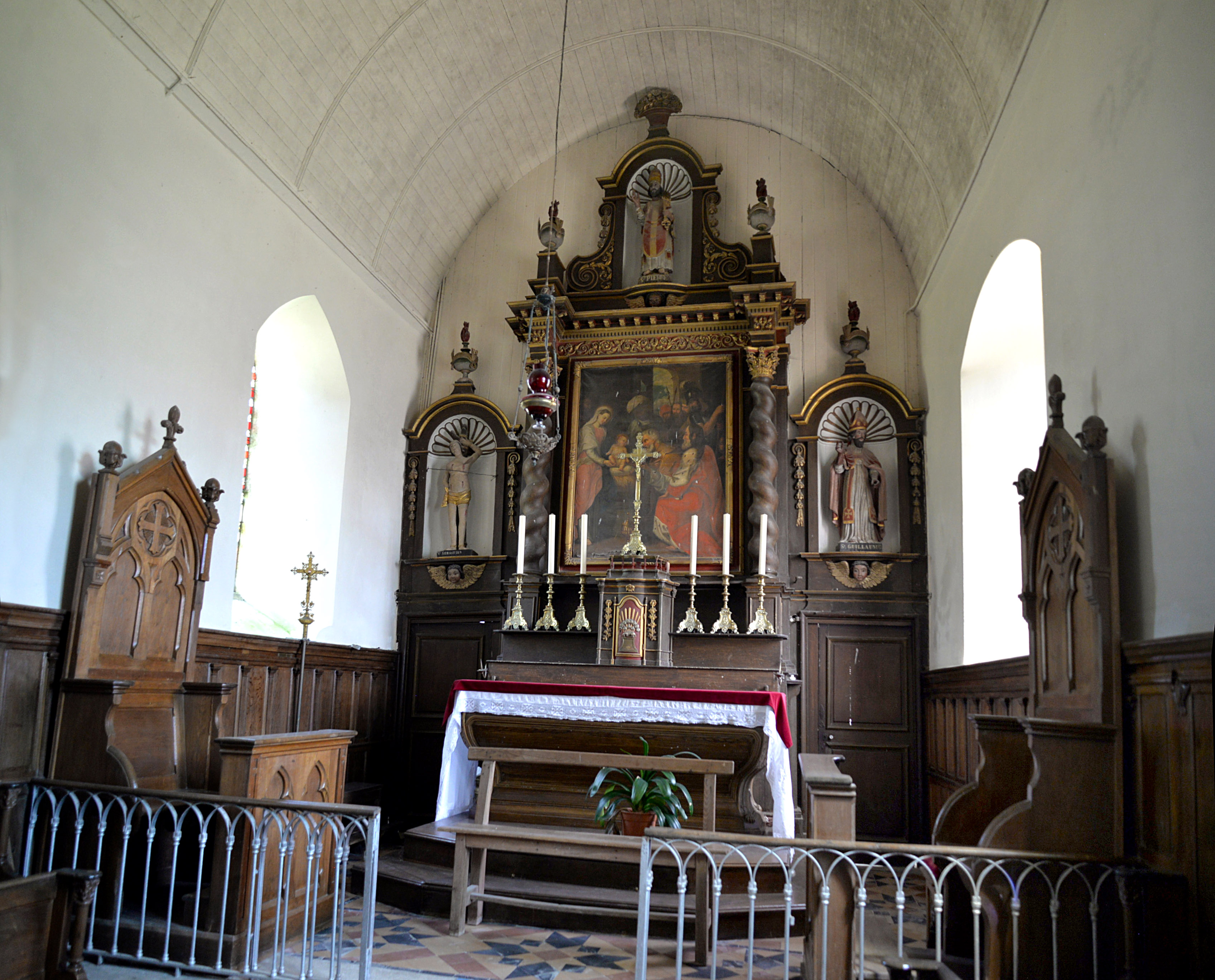
Maître-retable de l'église Saint-Pierre.
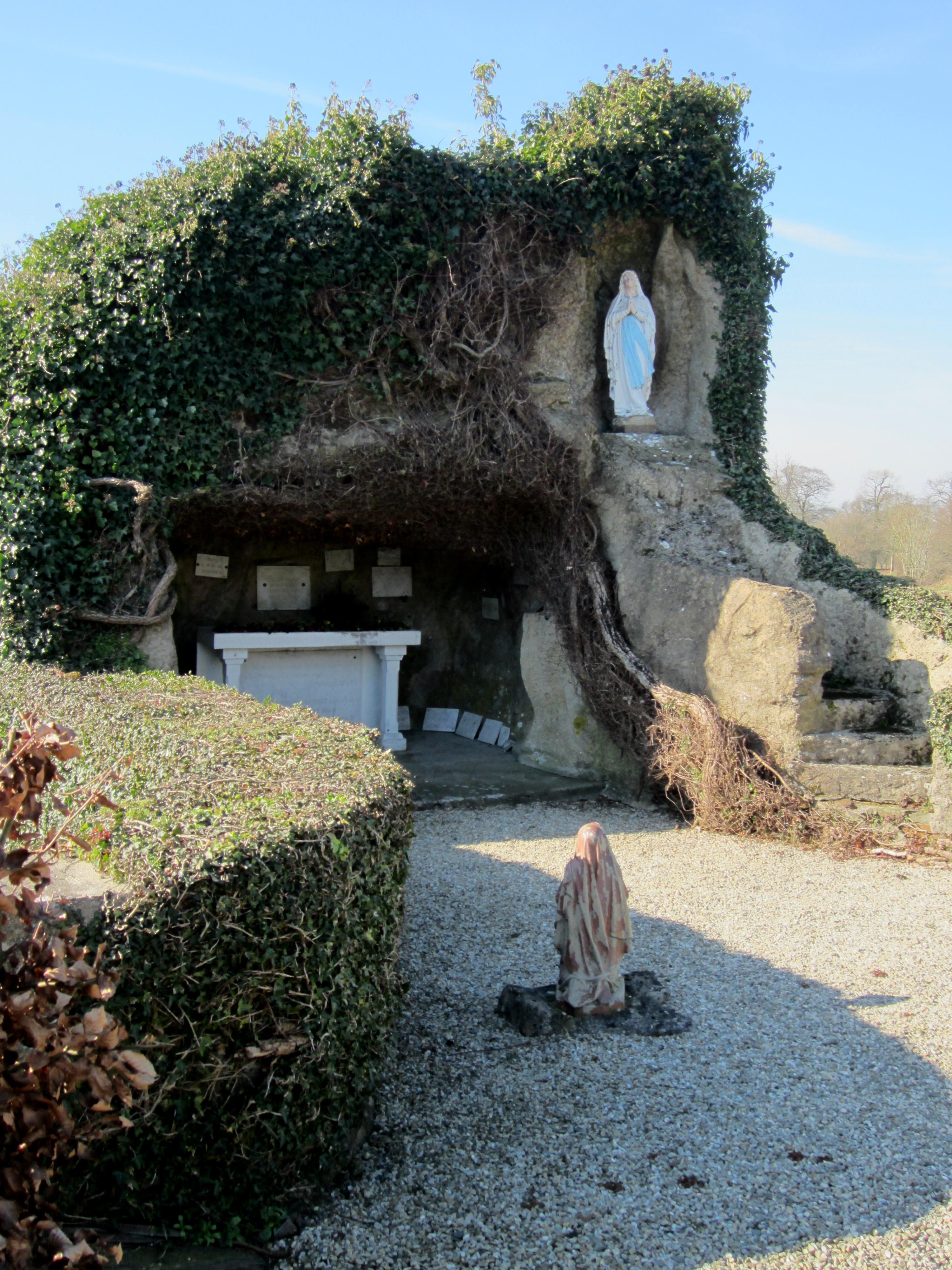
La réplique de la grotte de Lourdes.
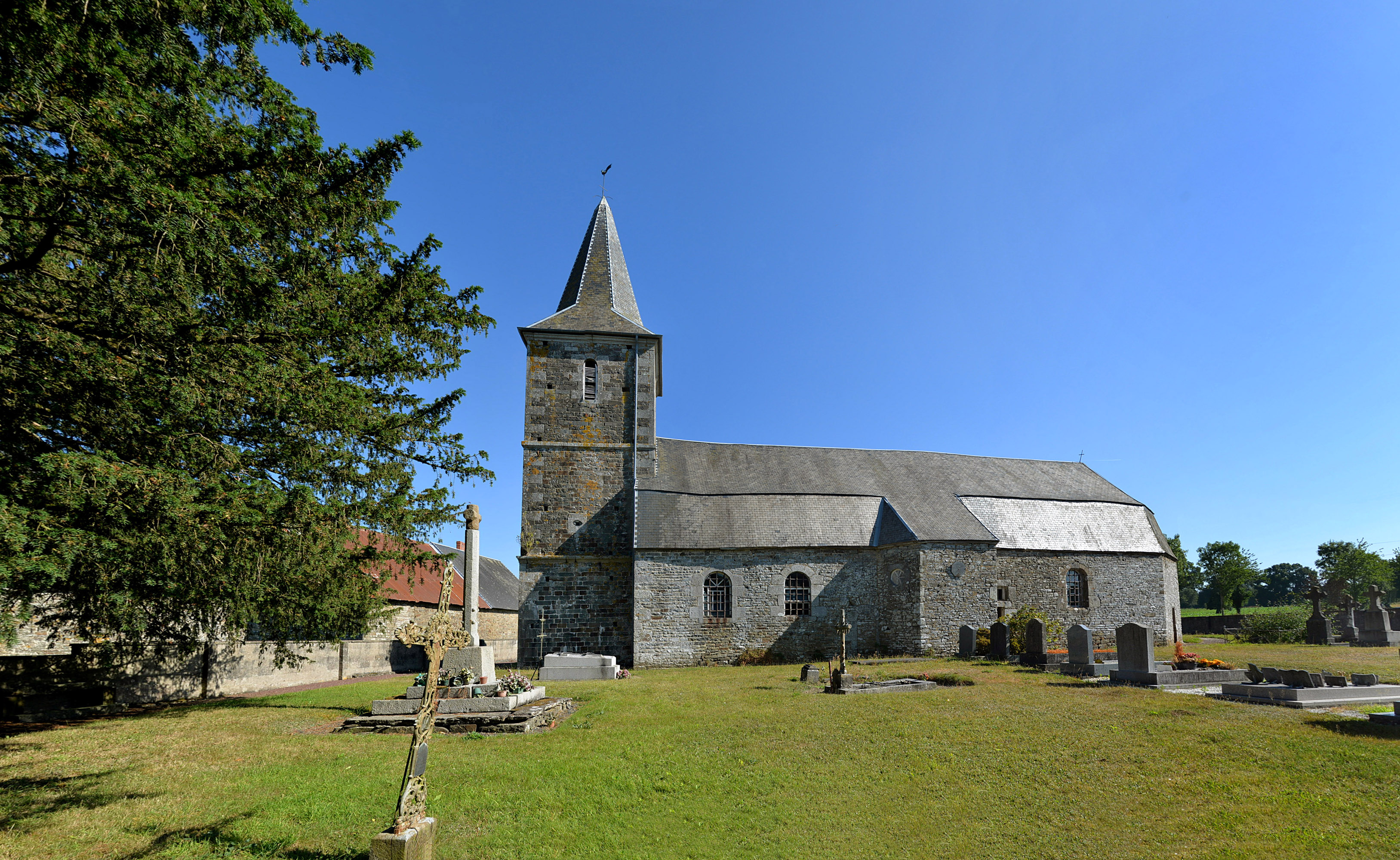
L’église Notre-Dame de Dragueville.
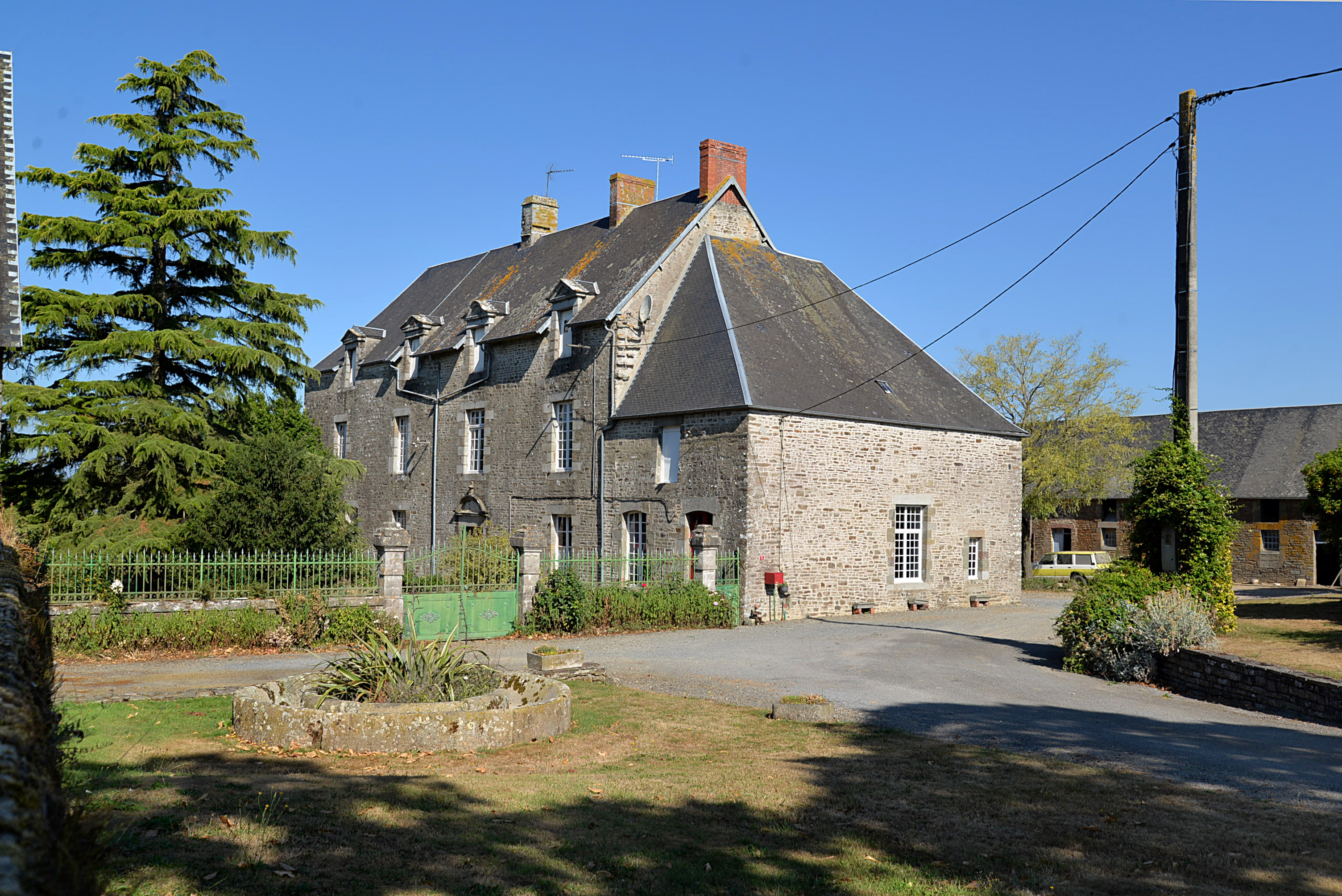
Le château de Dragueville.

## Personnalités liées à la commune
- Jean de Gourmont (Le Mesnil-Villeman, 1877 - 1928), écrivain, frère de Remy de Gourmont.

## Héraldique
| Blason de Le Mesnil-Villeman | Blason  | Parti : au 1er d'azur à la rose d'or, au 2e d'argent à deux clés de sable passées en sautoir ; le tout sommé d'un chef de gueules chargé d'un léopard d'or armé et lampassé d'azur. |
| Blason de Le Mesnil-Villeman | Détails | Le léopard d'or sur champ de gueules rappelle les armes de la Normandie. Le statut officiel du blason reste à déterminer.                                                           |